# سترة محبوكة
السترة المحبوكة أو بَرْنَكان هي نوع من الملابس المحبوكة التي غالباً ما تكون مفتوحة من المقدمة ولها أزرار.
تصنع السترة المحبوكة عادة من الصوف.

## تاريخها

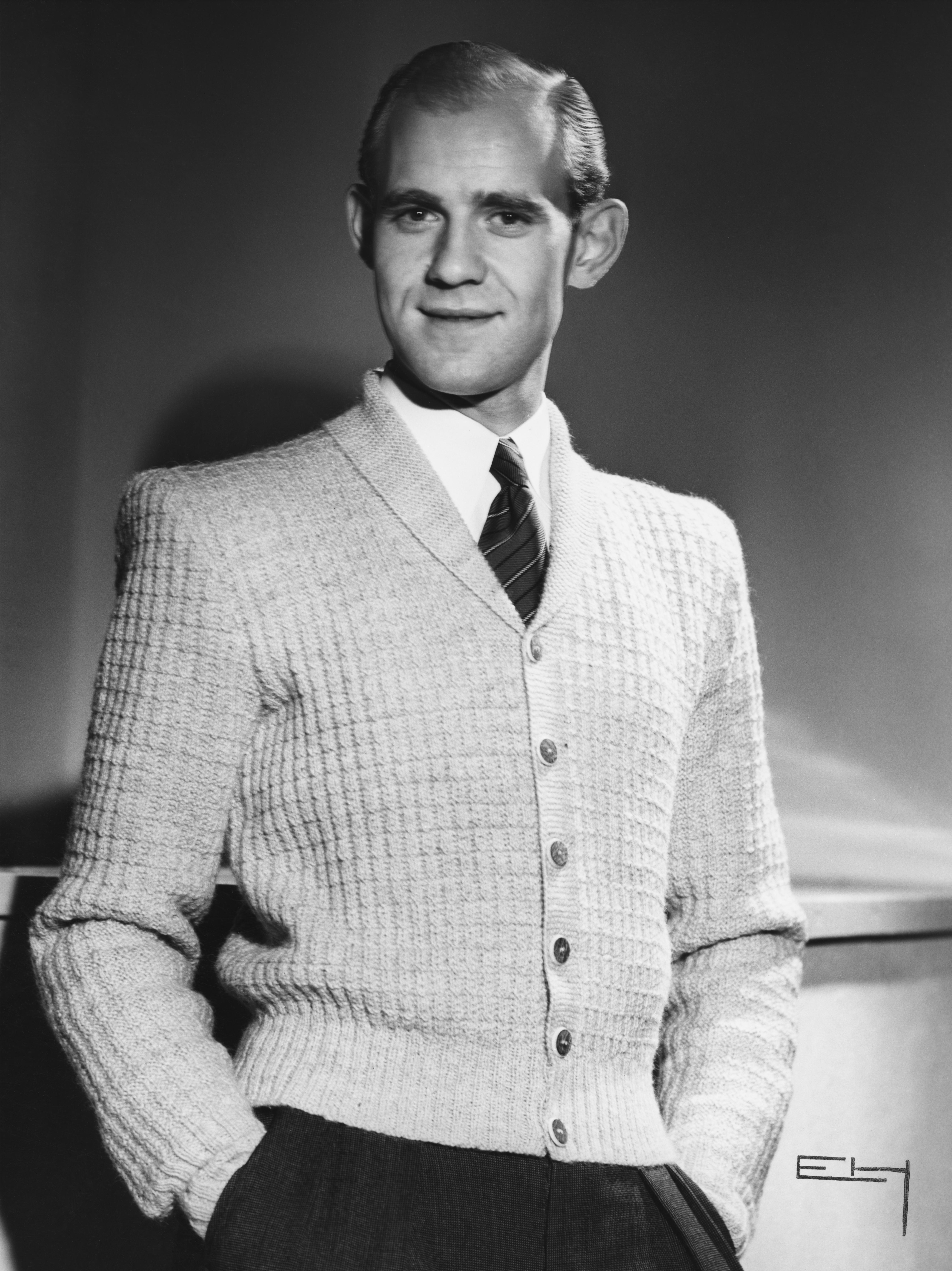
رجل يرتدي سترة محبوكة.

على الرغم من أنه معروف على أن مجموعة من الأشخاص الفرنسيين والبريطانيين ارتدو هذا النوع من الملابس منذ زمن بعيد، إلا أن هذا النوع من الستر تم ارتدائه ولأول مرة في منتصف القرن 19 من طرف قبطان الإمبراطورية البريطانية جايمس توماس برودنيل، حيث ارتداها مع الكنزة.. بعد ذلك تطورت السترة المحبوكة وأٌضيف لها أزرار وتغير في شكلها قليلا.
وفي سنوات العشرينيات، قام الموديل كوكو شانيل بتطوير أمور كثيرة على السترة المحبوكة وجعلها بالشكل الحالي التي هي عليه اليوم.
وفي سنوات الخمسينات، أصبحت الستر المحبوكة عنصر أساسي لا يُستغنى عنه في لباس النساء.
في 1979، قامت الستيلست آجنيس تروبلي بتعويض الأزرار الدائرية للسترة المحبوكة بأزرار أخرى مضغوطة، كما جعلت هذا النوع من الملابس قريب نوعا ما من الملابس الرياضية.